# Sŏ Čä-pchil
Sŏ Čäpchil (korejsky 서재필, 7. ledna 1864 okres Posŏng – 5. ledna 1951 Norristown), v americkém exilu působící pod jménem Philip Jaisohn, byl vůdčí osobností korejského hnutí za nezávislost. Publikoval také pod uměleckými jmény Songdžä a Ssanggjŏng. Založil noviny Tongnip Sinmun vydávané v letech 1896–1899, které byly prvními novinami v hangulu.
Byl jedním z organizátorů neúspěšného puče v roce 1884 a následně uprchl do Spojených států amerických. Vystudoval lékařství. V rámci změny poměrů po konci první čínsko-japonské války se v roce 1895 mohl vrátit do Korey. Věnoval se osvětě a publikační činnosti a snažil se o Koreu, která by byla nezávislá na Číně, aniž by příliš upadla do vlivu Japonska nebo Ruska. V roce 1898 ovšem musel čelit obvinění, že se snaží svrhnout monarchii a nastolit republiku, takže u vlády upadl v nemilost a vrátil se do Spojených států amerických. Tam se v roce 1899 účastnil Španělsko americké války a následně pracoval v Nemocnici Pensylvánské university. Do větší práce pro nezávislost Koreje se pustil opět po roce 1919, kdy organizoval aktivity korejských přistěhovalců, které měly zapůsobit na vládu Spojených států amerických, aby podporovala nezávislou Koreu. V roce 1924 vyčerpal peníze, vyhlásil bankrot a vrátil se k lékařství.
Do Korey se ještě vrátil po kapitulaci Japonska, ale odmítl nabídky, aby kandidoval na prezidenta, a v roce 1948 se znovu vrátil do Spojených států amerických.